# Polityka wzmacniania polszczyzny
Polityka wzmacniania polszczyzny – polityka względem wschodnich mniejszości narodowych (głównie ukraińskiej), realizowana po zabójstwie Bronisława Pierackiego (1934), a następnie śmierci Józefa Piłsudskiego (1935) przez rząd II Rzeczypospolitej za pośrednictwem Komitetu do Spraw Narodowościowych przy Prezesie Rady Ministrów w latach 1935–1939, najpierw na terytorium Podlasia i Chełmszczyzny, potem również Galicji Wschodniej, Wołynia i Polesia.

## Historia

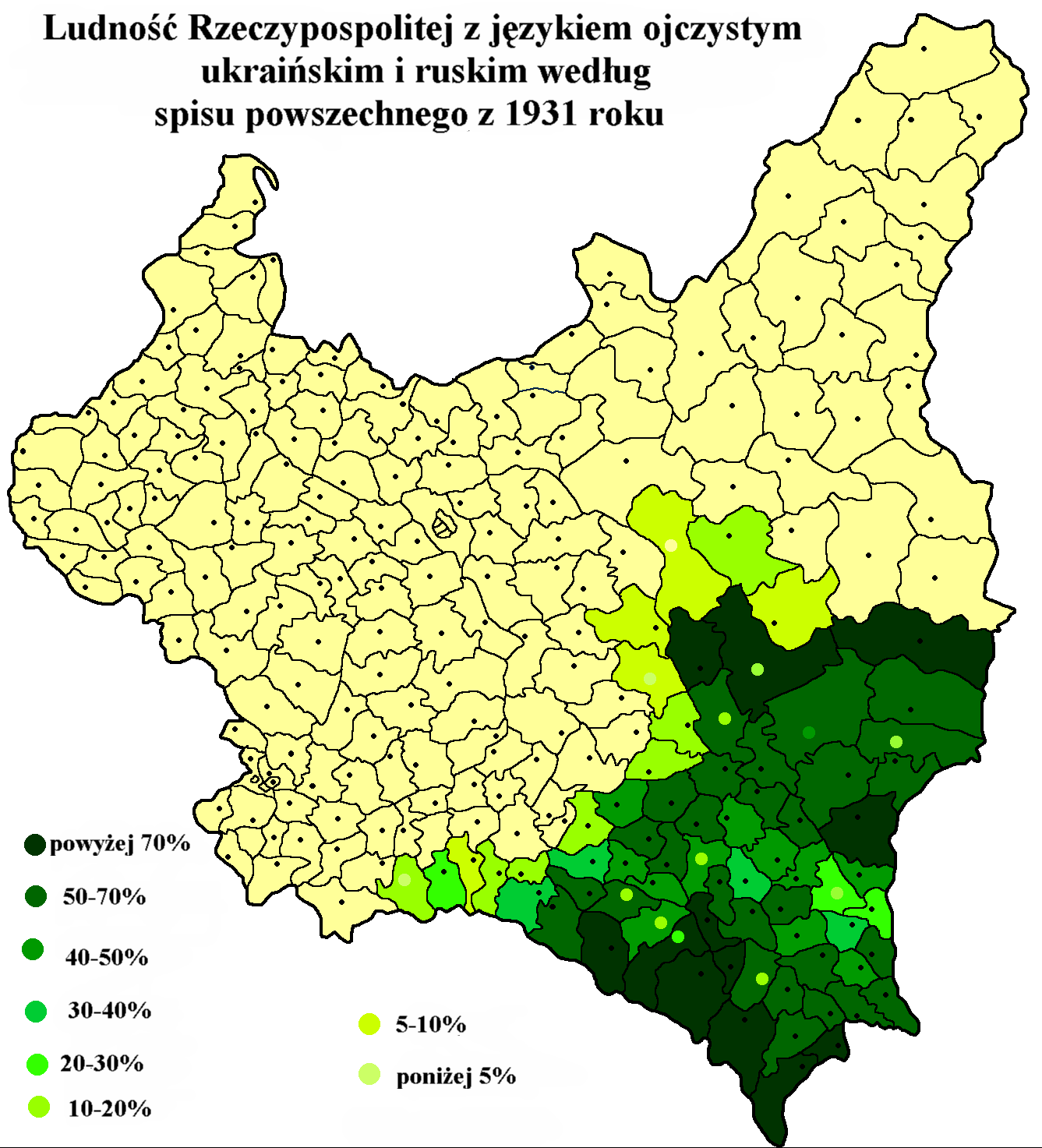
Języki ukraiński i ruski w II RP według powiatów

Głównymi założeniami polityki wzmacniania polszczyzny było wspieranie regionalizmów (łemkowskich, bojkowskich i huculskich), wspieranie i rozbudowa ruchu „szlachty zagrodowej”, wzmacnianie kordonu sokalskiego w celu osłabienia wpływów ukraińskiego nacjonalizmu rozwijającego się w Małopolsce Wschodniej na ukraińską ludność Wołynia. Podejrzewając Ukraińców o brak lojalizmu usuwano ich z pracy w administracji państwowej: służbie leśnej, łączności, komunikacji, poczcie, podejmowano także kroki administracyjne w celu nawrócenia wiernych prawosławnych na wiarę rzymskokatolicką (patrz: akcja polonizacyjno-rewindykacyjna 1938 roku). Pierwszą miejscowością, w której przeprowadzono akcję, były Hrynki, gdzie oddział Korpusu Ochrony Pogranicza, po znieważeniu przez mieszkańców wsi portretów dostojników państwowych, odebrał dokumenty 40 chłopom, zabronił mieszkańcom opuszczania Hrynek po zachodzie słońca i otoczył wieś. Rezultatem końcowym tych działań było przejście z prawosławia na katolicyzm 572 chłopów. Podobnymi metodami „nawrócono” w województwie wołyńskim do 1939 co najmniej 12 tys. osób.
Głównymi promotorami tej polityki byli marszałek Edward Śmigły-Rydz i generał Tadeusz Kasprzycki. Oprócz Komitetu do Spraw Narodowościowych (utworzonego 19 grudnia 1935), w tworzeniu owej polityki pomagały Sekretariat Porozumiewawczy Polskich Organizacji Społecznych (utworzony 23 listopada 1935) i Ministerstwo Spraw Wojskowych.
Ministerstwo Spraw Wojskowych w końcu 1936 utworzyło przy Dowództwie Okręgu Korpusu nr II i Dowództwie Okręgu Korpusu nr VI Komitety Koordynacyjne, których przewodniczącymi zostali gen. Mieczysław Smorawiński i gen. Michał Tokarzewski-Karaszewicz (który w konsekwencji swego dystansu wobec akcji przeniesiony został do Torunia), a następnie gen. Władysław Langner. Komitety te współpracowały z Towarzystwem Rozwoju Ziem Wschodnich, Związkiem Szlachty Zagrodowej, Związkiem Strzeleckim.
W wytycznych do akcji polonizacyjno-rewindykacyjnej ze stycznia 1938 roku znalazło się m.in. następujące stwierdzenie pułkownika Mariana Turkowskiego: 

„W Polsce tylko Polacy są gospodarzami, pełnoprawnymi obywatelami i tylko oni mają coś w Polsce do powiedzenia. Wszyscy inni są tylko tolerowani”.

{{Cytat}} Brakujące pola: treść. Przestarzałe pola: 1.
Przeciwko prowadzeniu tej polityki protestowali byli premierzy: Kazimierz Bartel i Janusz Jędrzejewicz i wielu działaczy politycznych i społecznych m.in. Wanda Pełczyńska, Stanisław Cat-Mackiewicz, Michał Tokarzewski-Karaszewicz, Henryk Józewski, a także greckokatolicki arcybiskup metropolita lwowski i halicki Andrzej Szeptycki, w liście do wiernych, skonfiskowanym przez cenzurę. Polityka ta była prowadzona, mimo protestów, do wybuchu II wojny światowej. W związku ze swym sprzeciwem wobec akcji Henryk Józewski został w kwietniu 1938 usunięty ze stanowiska wojewody wołyńskiego i przeniesiony na stanowisko wojewody łódzkiego. Jego miejsce zajął Aleksander Hauke-Nowak, zdecydowany zwolennik akcji polonizacyjnej.